# 小役丸勇走
小役丸 勇走（こやくまる ゆうそう、1916年3月14日 - 1945年11月16日）は、宮城野部屋に所属した元力士。本名同じ。現在の福岡県北九州市八幡西区出身。173cm・90kg。最高位は東十両9枚目。得意技は右四つ、下手投げ、巻き落とし、捻り、引き。

## 経歴
1934年5月場所に初土俵を踏む。1936年5月場所で序二段優勝をするなど好成績を修め続け順調に番付を上げて、1940年5月場所に十両昇進。しかし左踵の怪我の為に8日目の1回のみしか出場できず、9日目の不戦敗以降再出場することはなかった。結局十両在位は当場所のみで幕下陥落直後に応召し、復員することなく1942年1月場所前に25歳の若さで廃業した。
角界史上初めて本名を四股名として用いた関取（初めて本名を四股名とした幕内力士は1947年6月場所に新入幕となった岩平）、また入門から引退・廃業まで下の名を含め本名を四股名として用い続け、かつ、四股名の改名を一度も行わなかった史上初の関取。

## 主な成績
- 通算成績：47勝34敗18休  勝率.580
- 十両成績：0勝2敗13休  勝率.000
- 現役在位：13場所
- 十両在位：1場所
- 各段優勝
  - 序二段優勝：1回（1936年5月場所）

### 場所別成績
| 1934年 （昭和9年） | x                 | （前相撲）              |
| 1935年 （昭和10年） | 新序 2–1          | 東序ノ口2枚目 4–2       |
| 1936年 （昭和11年） | 西序二段6枚目 3–3 | 東序二段筆頭 優勝 6–0   |
| 1937年 （昭和12年） | 東三段目9枚目 5–1 | 東幕下15枚目 3–5–5      |
| 1938年 （昭和13年） | 東幕下32枚目 7–6  | 西幕下19枚目 2–5        |
| 1939年 （昭和14年） | 東幕下31枚目 4–3  | 西幕下17枚目 5–3        |
| 1940年 （昭和15年） | 西幕下筆頭 6–3    | 東十両9枚目 引退 0–2–13 |
| 各欄の数字は、「勝ち-負け-休場」を示す。 優勝 引退 休場 十両 幕下 三賞：敢=敢闘賞、殊=殊勲賞、技=技能賞 その他：★=金星 番付階級：幕内 - 十両 - 幕下 - 三段目 - 序二段 - 序ノ口 幕内序列：横綱 - 大関 - 関脇 - 小結 - 前頭（「#数字」は各位内の序列） |                   |                         |

## 改名歴
- 小役丸 勇走（こやくまる ゆうそう）1934年5月場所 - 1942年1月場所